# دورانجو (المكسيك)
دورانجو هي مدينة كبيرة، وعاصمة، في المكسيك، تتبع ولاية دورانجو، بلغ عدد سكانها 654,876 نسمة في 2015، تبلغ مساحتها 10,041 كيلومتر مربع، رمزها البريدي هو 34000.

## المناخ
يظهر الجدول التالي التغييرات المناخية على مدار السنة لدورانجو:
| البيانات المناخية لـدورانجو                                     | البيانات المناخية لـدورانجو | البيانات المناخية لـدورانجو | البيانات المناخية لـدورانجو | البيانات المناخية لـدورانجو | البيانات المناخية لـدورانجو | البيانات المناخية لـدورانجو | البيانات المناخية لـدورانجو | البيانات المناخية لـدورانجو | البيانات المناخية لـدورانجو | البيانات المناخية لـدورانجو | البيانات المناخية لـدورانجو | البيانات المناخية لـدورانجو | البيانات المناخية لـدورانجو |
| الشهر                                                           | يناير                       | فبراير                      | مارس                        | أبريل                       | مايو                        | يونيو                       | يوليو                       | أغسطس                       | سبتمبر                      | أكتوبر                      | نوفمبر                      | ديسمبر                      | المعدل السنوي               |
| --------------------------------------------------------------- | --------------------------- | --------------------------- | --------------------------- | --------------------------- | --------------------------- | --------------------------- | --------------------------- | --------------------------- | --------------------------- | --------------------------- | --------------------------- | --------------------------- | --------------------------- |
| الدرجة القصوى °م (°ف)                                           | 32.0 (89.6)                 | 32.0 (89.6)                 | 36.0 (96.8)                 | 36.0 (96.8)                 | 39.5 (103.1)                | 38.0 (100.4)                | 34.0 (93.2)                 | 36.8 (98.2)                 | 37.0 (98.6)                 | 34.0 (93.2)                 | 35.0 (95.0)                 | 32.0 (89.6)                 | 39.5 (103.1)                |
| متوسط درجة الحرارة الكبرى °م (°ف)                               | 20.5 (68.9)                 | 22.1 (71.8)                 | 24.5 (76.1)                 | 27.2 (81.0)                 | 30.0 (86.0)                 | 30.4 (86.7)                 | 28.0 (82.4)                 | 27.6 (81.7)                 | 26.7 (80.1)                 | 25.6 (78.1)                 | 23.0 (73.4)                 | 20.5 (68.9)                 | 25.5 (77.9)                 |
| المتوسط اليومي °م (°ف)                                          | 10.9 (51.6)                 | 12.2 (54.0)                 | 14.9 (58.8)                 | 17.7 (63.9)                 | 20.6 (69.1)                 | 22.2 (72.0)                 | 21.0 (69.8)                 | 20.7 (69.3)                 | 19.4 (66.9)                 | 17.4 (63.3)                 | 14.0 (57.2)                 | 11.3 (52.3)                 | 16.9 (62.4)                 |
| متوسط درجة الحرارة الصغرى °م (°ف)                               | 1.3 (34.3)                  | 2.4 (36.3)                  | 5.3 (41.5)                  | 8.2 (46.8)                  | 11.1 (52.0)                 | 14.0 (57.2)                 | 14.0 (57.2)                 | 13.7 (56.7)                 | 12.2 (54.0)                 | 9.1 (48.4)                  | 5.0 (41.0)                  | 2.1 (35.8)                  | 8.2 (46.8)                  |
| أدنى درجة حرارة °م (°ف)                                         | −12.0 (10.4)                | −12.0 (10.4)                | −9.5 (14.9)                 | −6.0 (21.2)                 | 1.4 (34.5)                  | 3.5 (38.3)                  | 1.3 (34.3)                  | 7.0 (44.6)                  | 2.0 (35.6)                  | 0.0 (32.0)                  | −6.0 (21.2)                 | −10.0 (14.0)                | −12.0 (10.4)                |
| الهطول مم (إنش)                                                 | 11.3 (0.44)                 | 7.6 (0.30)                  | 3.8 (0.15)                  | 6.2 (0.24)                  | 12.8 (0.50)                 | 69.3 (2.73)                 | 121.6 (4.79)                | 140.2 (5.52)                | 80.7 (3.18)                 | 51.9 (2.04)                 | 13.6 (0.54)                 | 10.0 (0.39)                 | 529.0 (20.83)               |
| متوسط أيام هطول الأمطار (≥ 0.1 mm)                              | 1.5                         | 0.8                         | 0.5                         | 1.0                         | 1.8                         | 8.0                         | 14.7                        | 14.1                        | 8.4                         | 4.7                         | 1.6                         | 1.8                         | 58.9                        |
| متوسط الرطوبة النسبية (%)                                       | 64                          | 60                          | 55                          | 53                          | 55                          | 64                          | 72                          | 73                          | 71                          | 66                          | 64                          | 66                          | 64                          |
| ساعات سطوع الشمس الشهرية                                        | 222                         | 241                         | 292                         | 278                         | 298                         | 258                         | 228                         | 226                         | 211                         | 259                         | 253                         | 226                         | 2٬992                       |
| المصدر #1: Servicio Meteorológico Nacional (humidity 1981–2000) |                             |                             |                             |                             |                             |                             |                             |                             |                             |                             |                             |                             |                             |
| المصدر #2: Ogimet (sun 1981–2010)                               |                             |                             |                             |                             |                             |                             |                             |                             |                             |                             |                             |                             |                             |

## مدن توأم
المدن التوأم:
- توريون.

## أعلام
- خوليو سيزار سيديلو
- جون كاندي
- رامون نوفارو
- فيكتوريا رودريغيز
- دولوريس ديل ريو
- خوان باوتيستا سيبالوس